# 新謝爾比
50°46′26″N 27°44′51″E / 50.77389°N 27.74750°E
新謝爾比（烏克蘭語：Нові Серби），是烏克蘭北部的村莊，隸屬日托米爾州的茲維亞赫爾區。該村面積0.74平方公里，海拔高度210米，2001年人口110，人口密度每平方公里149.05人。